# Binjamin Gibli
Binjamin Gibli (hebrejsky: בנימין גיבלי, žil 1. ledna 1919 – 19. srpna 2008) byl náčelník izraelské vojenské rozvědky Aman. Tuto funkci zastával od června 1950 do března 1955, kdy byl nucen rezignovat v důsledku Lavonovy aféry, kterou vyvolala neúspěšná izraelská operace v Egyptě v roce 1954.

## Biografie
Narodil se v roce 1919 v Petach Tikvě. Jeho otec Moše Granzia pocházel z polského Brjansku a do Palestiny imigroval v květnu 1914. Usadil se v části Petach Tikvy, známé jako Kfar Ganim, a změnil si příjmení na Gibli. Jeho matka se jmenovala Jehudit. V roce 1940 se Binjamin oženil s Ester Pinchasi, se kterou se následně přestěhoval do rodinného domu ve čtvrti Ejn Ganim. V roce 1941 se stal členem židovské osadnické policie a následujícího roku dokončil důstojnický kurz pro pěchotu pořádaný výcvikovou školou pro Haganu. V roce 1946 se stal oblastním důstojníkem tajné služby Hagany – Šaj. Působil z Petach Tikvy a pod jeho působnost spadala oblast jihu země. Jednou z jeho povinností bylo dohlížení na vodovodní potrubí pro židovské osady.
V březnu 1948 byl jmenován náčelníkem Šaj pro Jeruzalém. 20. června 1948 se zúčastnil polního válečného soudu s Me'irem Tubianským v Bejt Džisu. Procesu se zúčastnili ještě tři další důstojníci Šaj, včetně jejího náčelníka Isera Be'eriho, který proces vedl. Čtyřiapadesátiletý Tubiansky, který byl židovským činitelem Palestinské elektrárenské společnosti a veteránem Hagany, byl shledán vinným z předávání informací nepříteli (špionáže pro Brity) a o několik hodin později byl zastřelen četou Palmach. O rok později byl Tubianského proces prošetřen na žádost jeho vdovy. Na základě šetření byl Tubiansky zproštěn obvinění a tehdejší izraelský ministerský předseda David Ben Gurion „mu posmrtně udělil hodnost kapitána a nařídil, aby byla jeho vdově a synovy vyplácena státní penze.“ O čtyři dny později byly jeho ostatky vykopány a pohřbeny na národním hřbitově na Herzlově hoře v Jeruzalémě. V listopadu téhož roku proběhl proces, u kterého byl Gibli svědkem obhajoby. Soud shledal Be'eriho vinným a odsoudil ho k symbolickému dennímu odnětí svobody.
Gibli byl rovněž jedním z plánovačů operace Zuzana (též operace Šošana), jejímž cílem bylo udržet Brity v oblasti Suezského průplavu vytvořením nestability v regionu. Izraelští agenti byli vysláni do Egypta, aby zde provedli útoky proti západním cílům. Egyptské úřady však plán odhalily, čímž bylo odhaleno i izraelské zapojení. Celá událost, která vešla ve známost jako Lavonova aféra, vyvolala skandál a jednu z nejvážnějších politických krizí v dějinách Izraele. Celá aféra vedla k odvolání Gibliho a rezignaci tehdejší ministr Pinchase Lavona.

## Kariéra
- člen dělnické sportovní asociace ha-Po'el[3]
- člen Mapaj[3]
- člen Hagany[3]
- od roku 1941 do konce roku 1944 byl členem židovské osadnické policie[3]
- v říjnu 1946 se stal příslušníkem Šaj a důstojníkem pro jižní oblast[3]
- v březnu 1948 byl jmenován náčelníkem Šaj pro Jeruzalém[1]
- 27. dubna 1948 převzal vedení Šaj[1]
- 30. června 1948 je Šaj rozpuštěn a vzniká Aman.[1] Gibly byl jmenován šéfem MI 1.[1]
- 22. února 1953 odjíždí na studijní pobyt do Spojených států. V čele Amanu jej zastupuje Harkabi.[1]
- 28. března 1954 se vrací do své funkce v Amanu[1]
- 7. března 1955 rezignuje[1]
- v roce 1956 je povýšen velitele brigády Golani
- v roce 1960 se stal vojenským atašé ve Spojeném království a Skandinávii[6]